# Thérèse Lenôtre
Pour les articles homonymes, voir Lenôtre (homonymie).
Thérèse Lenotre, parfois orthographié à tort Lenôtre, par certains éditeurs, née Anne Léonie Marie Thérèse Gosselin le 20 juin 1894 à Avesnes-sur-Helpe et morte le 19 avril 1986 à Versailles, est une écrivaine de romans pour la jeunesse. Elle est également l'auteure de quelques romans sentimentaux.

## Biographie
Fille de l'académicien Théodore Gosselin dit G. Lenotre, historien et dramaturge français, elle adapte au théâtre des bandes dessinées d'Alain Saint-Ogan, plusieurs pièces avec Zig et Puce la première en 1927, et en 1935 Prosper , avec Adhémar de Montgon.
Elle était l’épouse de l’homme de lettres Adhémar Cordeboeuf de Beauverger, marquis de Montgon (d)(1886-1942).

## Œuvre
- 1928 : Le Trésor de Romilly, Paris, Hachette, Bibliothèque rose illustrée, 30 vignettes en noir et blanc par Henry Morin, roman pour la jeunesse, 254 p.

Prix Sobrier-Arnould de l’Académie française 1929
- 1928 : Les Aventures de Pierrette, illustré par Simone d'Avène, Larousse, Album pour la jeunesse illustré en couleurs, Paris, 31 p.
- 1928 : Nicole et ses bêtes, illustrations d'Alain Saint-Ogan, libr. Hachette, collection Bibliothèque blanche, 111 p. Réédition en 1936 ; en 1956 : Hachette, Collection des grands romanciers, Illustrations de Jeanne Hives, album pour la jeunesse, 72 p.
- 1929 : Pototo et la T.S.F., illustrations d'Alain Saint-Ogan, libr. Hachette, coll. Petite Bibliothèque blanche, 112 p.
- 1930 : Les Voyages de Mirlinette, illustrations d'André Pécoud, libr. Hachette, In-4, album pour la jeunesse, 55 p.
- 1931 : Le Miroir magique, illustrations de Simone d'Avène, Paris, librairie Larousse.
- 1932 : Trois fiancées pour un mari, Extrait de Des Lectures pour tous d'octobre 1932, pages 13 à 20.
- 1933 : Les Deux Visages, illustrations d'André Pécoud, libr. Hachette, coll. Bibliothèque bleue, roman sentimental, 252 p.
- 1934 : Un voyage à Paris sous Louis XVI de Thérèse Lenotre et G. Lenotre, illustrations de Carlègle (Charles-Émile), Paris, Calmann-Lévy, Collection Pour nos enfants, 32 p.
- 1934 : Un cri dans l'espace de Thérèse Lenotre et Adhémar de Montgon, illustrations de G. Dutriac, éditions Mame, 264 p.
- 1935 : Poum, Nick et Fox de Thérèse Lenotre et A. de Montgon, 39 illustrations de Lorioux, Ernest Flammarion éditeur, (ouvrage faisant partie d'une collection dirigée par Mme Henriette Charasson), album pour la jeunesse, 141 p.
- 1936 : Les Aventures d'un gourmand, préface de M. Curnonsky, illustrations de G. Dutriac, Collection Pour tous no 297, roman pour la jeunesse, 158 p.
- 1936 : Cinq minutes d'histoire, onze sketches à faire jouer par nos enfants, par Thérèse Lenotre et Adhémar de Montgon. Illustrations de H. Iselin, éditions Fernand Nathan, album pour la jeunesse, 123 p.L’ouvrage contient les personnages suivants : Le Vase de Soissons, Roland à Roncevaux, Saint Louis, Guillaume Tell, Jeanne d'Arc, Christophe Colomb, Cartouche, Le chevalier d'Assas, les Pyramides, Austerlitz, le retour de l'ile d'Elbe.
- 1937 : Victor Hugo enfant, dessins de J.-P. Pinchon, Paris, Grasset, 189 p.
- 1939 : Le Plus Beau Chien du monde, illustrations d'Alain Saint-Ogan, Hachette, coll. Bibliothèque rose illustrée, 254 p. Réédition en 1961, Hachette, Nouvelle Bibliothèque rose no 82, illustré par Aslan, roman pour la jeunesse, 192 p.Flip est un petit chien blanc. Il a trois amis : son riche maître, M. Billingbroke, Tourniquet, un garçonnet, et M. Barigoule, vieux professeur étourdi. Lorsque Flip est enlevé par des acrobates forains, ses amis partent à sa recherche. C’est qu'ils doivent ramener Flip à Paris à temps pour le concours du plus beau chien du monde. Ils vont vivre de singulières et palpitantes aventures autour du monde…

- 1940 : G. Lenotre, Notes et souvenirs recueillis et présentés par sa fille, Thérèse Lenotre, Paris, Calmann-Lévy, Nouvelle collection historique, 239 p.

- 1948 : Le Roi de Rome, Paris, Gedalge, 256 p. Sujet : Reichstadt, François Charles Joseph Napoléon Bonaparte (1811-1832 duc de), 253 p.
- 1952 : Le Serpent noir, Librairie Jules Tallandier, coll. Grandes Aventures no 30, roman d'aventures, 255 p.
- 1953 : Contes de la Maison rose, illustrations d'André Pécoud, Hachette, collection des grands romanciers, 80 p.
- 1954 : Le Tambour d'Austerlitz, illustrations de J.-P. Pinchon. Couverture de Pierre Joubert, Éditions Fleurus ; Gautier-Languereau, Collection Jean-François, roman pour la jeunesse, 127 p.
- 1964 : Le Secret d'Osmond, Paris, Éditions mondiales, Collection Nous Deux no 213, roman sentimental, 219 p.
- 1967 : L'Infernal Mensonge, Paris, Éditions mondiales, Collection Nous Deux, roman sentimental.
- 1967 : La Folle Équipée d'Annette, illustrations de Pierre Le Guen, Éditions G. P., collection Spirale no 117, roman pour la jeunesse, 188 p.Sous le règne d'Henri IV qui se bat pour la conquête de son royaume, il est confié à Annette de Kerdek, la fille d'un des compagnons d'armes du roi, une boîte mystérieuse qu'elle doit apporter à son père. Pour ce faire, elle doit quitter sa Normandie et rejoindre Paris. Sa longue chevauchée sera semée d'embûches, mais Annette peut compter sur l'aide de Louis de Vassy, son jeune voisin et ami…

- 1974 : Une singulière rencontre, Librairie Jules Tallandier, roman sentimental, 221 p.
- 1975 : Ravissante Isabelle, Librairie Jules Tallandier, « collection : Le Cercle romanesque », roman sentimental, 217 p.
- 1976 : Alexandre Dumas : aventures de jeunesse, d'après les "Mémoires" d'Alexandre Dumas, illustrations de Jacques Pecnard, Éditions G. P., Collection : Super 1000, 251 p.
- 1976 : Laurence Égalité, éditions des Remparts, collection Jasmine, 222 p.Durant la révolution française, la jeune Laurence, orpheline de mère, demande l'aide de son oncle Horace pour sauver son père, arrêté par le Tribunal Révolutionnaire pour avoir fait évader un prisonnier. Son oncle la force à épouser François Lesmond, un garçon inconnu de Laurence, qui s'avère être un garçon sympathique. Au procès, un témoin affirme qu'il y a méprise sur la personne de l'accusé…

- 1977 : Croire à l'amour, Librairie Jules Tallandier, « Collection : Le Cercle romanesque », roman sentimental, 223 p.

## Adaptations théâtrales
- 1927 : Zig et Puce, comédie en 5 actes, Théâtre du Petit-Monde au Théâtre de la Madeleine
- 1929 : Zig et Puce et le serpent de mer, comédie en 4 actes, Théâtre du Petit-Monde aux Folies-Wagram
- 1930 : Le petit poucet, comédie musicale en cinq actes d'après Charles Perrault, Théâtre du Petit-Monde[4]
- 1934 : Zig et Puce policiers, comédie en 6 tableaux, Théâtre du Petit-Monde au Théâtre de la Madeleine
- 1935 : Prosper l'Ours, avec Adhémar de Montgon d'après Alain Saint-Ogan, Théâtre du Petit-Monde au Théâtre Sarah-Bernhardt[5]
- 1936 : Zig et Puce, comédie en 4 actes, Théâtre du Petit-Monde au Théâtre Sarah-Bernhardt
- 1950 : Zig et Puce en Angleterre, comédie en 3 actes, Théâtre du Petit-Monde au Théâtre de la Gaîté-Lyrique et en 1951 au Théâtre de l'Ambigu

## Comédies radiophoniques
- 1927 : Bicot, président de club, comédie en 3 actes de Thérèse Lenotre et Pierre Humble. Publication : Marseille, Moullot fils aîné. In-12, 192 p.
- 1936 : L'Arbre de Noël, fantaisie radiophonique de Thérèse Lenotre et Adhémar de Montgon. Première diffusion : (France) Radiodiffusion française, Paris-P.T.T., 1936.12.25.

- 1937 : Le Nouveau Chaperon rouge, comédie en 2 actes de Thérèse Lenotre et Charles Louis Fauconnier (adaptateur). Adaptation radiophonique : C.-L. Fauconnier. Musique d'Adhémar de Montgon. Première diffusion : (France) Radiodiffusion française, Paris-P.T.T., 1937.02.11.
- 1937 :  Les Nouvelles Aventures de Zig et Puce, comédie de Thérèse Lenotre, Paris-P.T.T., 1937.10.08[6].
- 1938 : Monsieur Tic vagabonde, comédie-féerie [radiophonique] / Thérèse Lenotre. Première diffusion : (France) Radiodiffusion française, 1938.00.00.
- 1940 : La Leçon d'harmonie, sketch radiophonique. Radiodiffusion nationale : ca 1940-1944.

## Sources
- Nic Diament, Dictionnaire des écrivains français pour la jeunesse : 1914-1991, Paris, L'École des loisirs, 1993, 783 p. (ISBN 2-211-07125-2 et 978-2-211-07125-3)